# Nagonabe
Nagonabe, nekadašnje Chippewa selo (i možda banda) iz južnog Michigana. Spominje ga Smith u Ind. Aff. Rep., 53, 1851. Ovo ime je nosio i poglavica koji je 1835. zastupao bandu na South Monistic riveru.